# کاروانسرای برسیان
کاروانسرای برسیان مربوط به دوره صفوی است و در شهرستان اصفهان، روستای برسیان واقع شده و این اثر در تاریخ ۱۷ خرداد ۱۳۷۹ با شمارهٔ ثبت ۲۶۹۷ به‌عنوان یکی از آثار ملی ایران به ثبت رسیده‌است.
درباره کاروانسرای برسیان:
در روستای برسیان و در سمت غرب مسجد جامع برسیان، کاروانسرای عباسی برسیان قرار دارد که با توجه به ساختار و شالوده ی آن سال ساخت این کاروانسرا به دوره ی صفویه بر می گردد، یعنی حدود سه یا چهار قرن بعد از ساخته شدن مسجد جامع که در سال 491 هجری قمری می باشد. در چهار طرف حیاط این کاروانسرا که تا 30 سال پیش هم مورد استفاده قرار می گرفت 22 اتاق ساخته شده و در چهار گوشه ی آن شترخانه و بارانداز وجود دارد. این کاروانسرا برای اقامت کسانی که برای عبادت به مسجد می آمدند یا برای کسانی که از شاهراهی که از کنار روستا می گذشت عبور می کردند ساخته شد. روستای تاریخی برسیان در شرق اصفهان در جلگه ی رودخانه ی همیشه زنده ی زاینده رود، در فاصله ی 35 کیلومتری شهر اصفهان و در پایان منطقه سر سبز برآن شمالی در ناحیه ی شرق اصفهان قرار گرفته است. 